# Space Zero
El Space Zero (スペース・ゼロ?) es un teatro público ubicado en el distrito de Yoyogi, Shibuya, Tokio. Es administrado por Space Zero Corporation y su apertura tuvo lugar en febrero de 1989. Su nombre oficial es Zenrosai Hall / Space Zero.

## Historia
El 1 de junio de 1988, Space Zero fue establecido en Yoyogi como una subsidiaria de Space Zero Corporation. En febrero de 1989, se inauguró el actual Zenrosai Hall / Space Zero. En 1990, fue galardonado con el 31er Premio BCS patrocinado por la Japan Federation of Construction Contractors (Federación Japonesa de Contratistas de Construcción). Sus actividades principales se centran en la gestión de arrendamiento, planificación, producción y gestión de eventos, así como también diseño integral y operación de tecnología. 

## Acceso
- Estación de Shinjuku (cinco minutos desde la salida sur)
  - Línea Keiō y Línea Toei Ōedo (1 minuto a pie desde la salida seis)